# Jakob Lotz
Jakob Lotz (* 4. November 1918) ist ein ehemaliger deutscher Fußballspieler. Der Offensivspieler – er kam überwiegend als Halb- oder Flügelstürmer im damals praktizierten WM-System zum Einsatz – nahm mit seinem Heimatverein 1. FC Schweinfurt 05 im Jahr 1939 und als Wehrmachtsoldat 1942 mit Werder Bremen und 1944 mit dem Luftwaffen-Sportverein Hamburg an den Endrundenspielen um die deutsche Fußballmeisterschaft teil. Insgesamt absolvierte Lotz in den drei Endrunden 13 Spiele und erzielte zwei Tore. Mit dem LSV Hamburg stand er 1943 im Finale des Tschammerpokals sowie 1944 im Endspiel um die deutsche Meisterschaft.

## Karriere

### Beginn
Sportlich aufgewachsen ist Jakob Lotz bei den Grün-Weißen des 1. FC Schweinfurt 05. In der Zeit der regionalen Leistungskonzentration durch die ab 1933 eingeführten Gauligen, erfuhr der Nachwuchsspieler in der Gauliga Bayern gegen die Konkurrenz um den 1. FC Nürnberg, TSV 1860 München, FC Bayern München, SpVgg Fürth, BC 1907 Augsburg, Schwaben Augsburg und SSV Jahn Regensburg seine Wettkampftauglichkeit. Durch das legendäre Außenläuferpaar Albin Kitzinger und Andreas Kupfer in Reihen der 05er, hatte der junge Spieler bereits im Vereinstraining überragende Vorbilder an seiner Seite.
Hinter Titelverteidiger 1. FC Nürnberg belegte Schweinfurt 1936/37 den zweiten Rang. Als am 2. April 1939 die Unterfranken mit 2:1 Toren beim Titelverteidiger 1. FC Nürnberg das Spiel gewonnen hatten, konnten sie die Gaumeisterschaft 1938/39 mit einem Punkt Vorsprung vor dem TSV München 1860 und damit den Einzug in die Endrunde um die deutsche Fußballmeisterschaft feiern.
In der Endrunde absolvierte der Flügelstürmer alle vier Spiele (1 Tor) gegen die Konkurrenten Dresdner SC und Warnsdorfer FK. Das Hinspiel gegen Dresden gewann der Bayernmeister vor 15.000 Zuschauern in Bamberg mit 1:0 Toren, das Rückspiel wurde am 7. Mai in Chemnitz vor 40.000 Zuschauern mit dem gleichen Resultat verloren. Punktgleich mit der Helmut Schön-Elf aus Dresden – beide wiesen 6:2 Punkte auf – kam Schweinfurt mit einem mehr erhaltenen Gegentor nur auf den zweiten Gruppenplatz und schied aus der Endrunde aus. Trotzdem hatten Lotz und seine Mannschaftskameraden Kitzinger, Kupfer, Walter Meining, Karl Spitzenpfeil, Robert Niederhausen und Paul Gorski die Gauliga Bayern erstklassig vertreten.

### Fortsetzung
Lotz wurde nach Ausbruch des Zweiten Weltkrieges als Luftwaffensoldat bei einer Flak-Division im Raum Bremen stationiert. Der „Macher“ von Werder Bremen, Albert „Abbi“ Drews, holte neben Lotz auch die weiteren Flaksoldaten Richard Ackerschott, Willi Gornick, Reinhard Heinrich und ab 1942 auch Reinhold Münzenberg zu den Grün-Weißen ins Weserstadion. Werder wurde 1941/42 Meister in Niedersachsen und zog damit in die Endrunde um die deutsche Meisterschaft ein. Der Mann aus Schweinfurt kam in den Spielen gegen SV Hamborn 07 (1:1 n. V.), Eimsbütteler TV (4:1) und am 7. Juni in Frankfurt bei der 3:4-Niederlage gegen Kickers Offenbach, jeweils als Linksaußen, zum Einsatz. In der Herbstserie gehörte Lotz auch der erfolgreichen Werder-Elf an, die im Tschammerpokal 1942, erst im Halbfinale am 25. Oktober 1942 vom FC Schalke 04 gestoppt werden konnte. In der Schalker Glückauf-Kampfbahn war Bremen in der Offensive mit Alexander Ziolkewitz, Ewald Fehrmann, Willi Gornick, Hans Tibulski und Jakob Lotz angetreten.
Zur Art und Weise, wie der Luftwaffen-Flak-Soldat Münzenberg Werder Bremen in Richtung Hamburg verließ, hält Klingebiel in seinem Beitrag zu „Werders Geschichte von 1899 – 1963“ Umstände fest, die wohl auch auf den Wechsel des Schweinfurters Lotz zum LSV, anzuwenden sind: „Um die Luftwaffe der deutschen Bevölkerung näher zubringen und militärische Notwendigkeiten mit Fußballbegeisterung zu verbinden, sollte mit dem 1943 gegründeten ‚Luftwaffen Sportverein Hamburg’ (LSV) eine zentrale, mit starken Spielern bestückte Mannschaft aufgebaut werden. Ohne genauer auf die speziellen Bedingungen eingehen zu können, ist festzuhalten, dass Münzenberg zu diesem „Verein“ nach Hamburg kommandiert wurde.“
In der Spielzeit 1942/43 trat der Luftwaffen-SV als Vertreter des Gaues Hamburg im „Tschammer-Pokal“, dem Vorläufer des DFB-Pokal, an. Nach Siegen über SpVgg Wilhelmshaven 05 (1:0), Luftwaffen-SV Pütnitz (3:2), Holstein Kiel (4:2) und Dresdner SC (2:1) erreichten die Hamburger das Endspiel in Stuttgart. Darin behielt allerdings Vienna Wien mit 3:2 nach Verlängerung die Oberhand und gewann den bis Kriegsende letztmals ausgetragenen Wettbewerb. Lotz hatte alle fünf Wettbewerbsspiele bestritten und ein Tor erzielt. In Stuttgart hatte er es zumeist mit dem Internationalen Otto Kaller zu tun gehabt.
Lotz und seine Spielkameraden gehörten in der Saison 1943/44 mit dem LSV der Gauliga Hamburg an. Die von Ex-Nationalspieler Karl Höger trainierte Auswahl gewann mit 35:1 Punkten und 117:13 Toren die Meisterschaft in Hamburg. Am 16. Januar und am 19. März 1944 führten der LSV und die Soldatenelf Rote Jäger zwei Propagandaspiele in Hamburg durch. Lotz stürmte wie fast immer auf Linksaußen; im Januar verlor der LSV mit 2:3 Toren, im Rückspiel gelang mit einem 5:1-Erfolg die Revanche.
Die durch zahlreiche Spielerverpflichtungen aus dem gesamten Reichsgebiet – unter anderem Willy Jürissen, Heinrich Gärtner, Robert „Zapf“ Gebhardt, Ludwig Janda, Karl Miller, Heinz Mühle, Reinhold Münzenberg, Walter Ochs – in Hamburg konkurrenzlose Mannschaft besiegte in der anschließenden Endrunde um die deutsche Meisterschaft nacheinander Wehrmacht-SV Celle (4:0), SpVgg Wilhelmshaven 05 (1:1 nach Verlängerung und 4:2), Kriegsspielgemeinschaft Duisburger SpV und TuS 48/99 Duisburg (3:0) und Heeres-SV Groß Born (3:2) und stand somit nach dem Pokalfinale des Vorjahres erneut in einem Endspiel. Vor 70.000 Zuschauern am 18. Juni 1944 in Berlin reichte es allerdings auch dieses Jahr nicht zum Titelgewinn: der Dresdner SC nahm Revanche für die Halbfinalniederlage im Tschammer-Pokal und schlug den LSV Hamburg deutlich mit 4:0. Lotz war am linken Flügel in allen sechs Endrundenspielen für die Militärmannschaft im Einsatz.

### Ende
Nach dem Ende des Zweiten Weltkriegs wurde in Süddeutschland bereits am 4. November 1945 mit dem ersten Spieltag die Fußball-Oberliga Süd gestartet. Am 14. Oktober hatten die Schweinfurter schon zu einem Freundschaftsspiel beim 1. FC Bamberg gastiert. Nach 30 Spieltagen belegten die Mannen um Kitzinger und Kupfer, Lotz gehörte jetzt auch wieder seinem Heimatverein an, mit 33:27 Punkten den siebten Rang in der Debütrunde 1945/46. Als Nürnberg 1946/47 in der aus 20 Vereinen bestehenden „Mammut-Liga“ mit 13 Punkten Vorsprung und dem Torverhältnis von 108:31 überlegen vor dem SV Waldhof die Südmeisterschaft holen konnte, belegte Schweinfurt den neunten Rang. Am 35. Spieltag hatten die „Schnüdel“ am 15. Juni 1947 vor 14.000 Zuschauern dem Meister mit einem 2:2-Remis einen Punkt abgenommen. Fritz Käser hütete zuverlässig bei der Heimelf das Tor, die Läuferreihe mit „Ander“ Kupfer, Karl „Molli“ Kupfer und Albin Kitzinger versuchte neben der Defensivarbeit noch die Offensive um Lotz, Robert Bernard und Paul Gorski zu unterstützen.
In der Saison 1947/48 belegte Schweinfurt den 13. Platz. Lotz hatte alle 38 Ligaspiele absolviert und neun Treffer erzielt. Er führte damit die interne Torschützenliste vor Gorski mit sechs Treffern an. Mit 49 erzielten Toren konnten sich die Unterfranken aber nicht mit dem Angriff der Saison, dem Sturm der Stuttgarter Kickers, messen. In der 20er-Staffel erzielten die „Blauen“ 113 Tore und belegten damit den dritten Rang im Süden. Kurt Lauxmann (26), Edmund Conen (18), Siegfried Kronenbitter (13), Helmut Schmeißer (11) und Günter Soßna (11) waren die erfolgreichsten Schützen der Kickers. In der 16er-Staffel der Saison 1948/49 absolvierte Lotz wiederum alle 30 Ligaspiele und führte die interne Torschützenliste mit 13 Treffern an. Mittelstürmer Fritz Meusel folgte mit 12 Toren und Schweinfurt erreichte den 10. Rang. Persönlich erfuhr Lotz durch die Berufung am 18. September 1949 in die Auswahl von Bayern im Wettbewerb des Länderpokals 1949/50 im Spiel in Berlin vor 70.000 Zuschauern gegen die Berliner Auswahl, eine verdiente Bestätigung seiner immer noch vorhandenen Leistungsfähigkeit. Beim 3:0-Erfolg spielte er auf Linksaußen und Mittelstürmer Horst Schade erzielte zwei Tore.
In der Runde 1950/51 führte die Elf um „Ander“ Kupfer und Angreifer Lotz nach dem 3:0-Heimsieg im Nachholspiel am 12. November 1950 gegen den FC Singen 04, wo Ernst Willimowski im Angriff spielte, mit 17:7 Punkten die Tabelle in der Oberliga Süd an, verlor aber sieben Tage später, am 19. November, die Tabellenführung durch eine 1:2-Heimniederlage gegen Schwaben Augsburg an die punktgleichen Konkurrenten 1. FC Nürnberg und die SpVgg Fürth. Nach der Vorrunde stand Schweinfurt mit 22:12 Punkten auf dem vierten Rang. Am 24. Februar 1951 trotzten Lotz und Kollegen dem Meister 1. FC Nürnberg im Willy-Sachs-Stadion vor 20.000 Zuschauern ein 1:1-Remis ab. Lotz absolvierte 33 Ligaspiele und erzielte acht Tore. Am Rundenende belegte Schweinfurt den siebten Rang. Erstmals etablierte sich mit Fritz Meusel, er schoss für die Grün-Weißen 23 Tore, ein Offensivspieler von Schweinfurt in den vorderen Rängen der Süd-Torschützenliste. Mit elf Stammspielern – Fritz Käser (30), Josef Morgenroth (34), Paul Hippler (24), Andreas Kupfer (32), Ludwig Merz (32), Paul Gorski (32), Karl „Molli“ Kupfer (33), Gotthardt Geyer (28), Fritz Meusel (34), Herbert Fischer (33) und Lotz (33) – wurde diese Runde bestritten.
Das folgende Jahr, 1951/52, brachte fast den Abstieg. Der 33-Jährige erzielte fünf Treffer in 29 Ligaspielen. Insgesamt stellten die 05er mit 32 Treffern die schwächste Offensive der Liga und konnten gerade noch die zwei Absteiger Schwaben Augsburg und den Mannheimer Stadtteilklub VfL Neckarau rettend hinter sich lassen. Der Routinier beendete im Sommer 1952 nach insgesamt 213 Spielen in der Oberliga Süd mit 71 Toren für Schweinfurt 05 seine Laufbahn in der Oberliga und schloss sich zur Saison 1952/53 dem 1. FC Bamberg in der 2. Liga Süd an.

## Erfolge
- 1939 Meister der Gauliga Bayern; Endrunde deutsche Meisterschaft mit Schweinfurt 05
- 1942 Meister in Niedersachsen; Endrunde deutsche Meisterschaft mit Werder Bremen
- 1943 Finalist im Tschammerpokal mit LSV Hamburg
- 1944 Finalist um die deutsche Meisterschaft mit LSV Hamburg